# Ponain
Ponain is een bestuurslaag in het regentschap Kupang van de provincie Oost-Nusa Tenggara, Indonesië. Ponain telt 2055 inwoners (volkstelling 2010).